# Undervolting
Mit Undervolting oder Untervolten bezeichnet man das gezielte Absenken der Versorgungsspannung von Computer-Prozessoren unter die vom Hersteller empfohlene Spannung. Dies führt zu einer verminderten Leistungsaufnahme, also weniger Stromverbrauch und weniger Erwärmung. Hauptsächlich wendet man es in Laptops an, um die Akkulaufzeit zu verlängern. Es ist jedoch auch mit stationären Geräten möglich. Durch die geringere Erwärmung können aktive Kühlungen (Lüfter) mit niedrigerer Drehzahl arbeiten oder ganz abgeschaltet werden, ohne dass es zu einer Überhitzung kommt. Dadurch arbeiten die Geräte leiser bzw. lautlos. (Siehe auch: Green IT)
Senkt man jedoch die Spannung zu weit ab, kommt es zu Rechenfehlern, Rechenprogramme erzeugen falsche Ergebnisse (oft wird Prime95 verwendet, um das System zu testen und solche Fehler aufzuspüren) oder das System stürzt ab/friert ein. Liegt die gewählte Spannung im Grenzbereich, zeigen sich Probleme oft erst nach Tagen oder Wochen. Dabei kann zum Beispiel eine MACHINE_CHECK_EXCEPTION ausgelöst werden, welche unter Windows XP in einem Blue Screen of Death resultiert.
Prinzipiell kann man sagen, dass für höhere Taktraten eine höhere Spannung benötigt wird, damit die Transistoren schnell genug durchschalten. Will man die Spannung sehr stark senken, muss man folglich auch die Taktrate reduzieren (dies beides erfolgt mit modernen Prozessoren bei wenig Last automatisch, üblicherweise ist aber noch Spielraum für Undervolting). Das Vorgehen ist also fast gegensätzlich zum Übertakten; dort wird die Taktrate erhöht, um mehr Leistung zu erzielen, was oft mit einer Spannungserhöhung einhergeht, um die Stabilität zu erhalten.

## Abgrenzung
Jedoch ist Undervolting nicht das exakte Gegenteil des Übertaktens (siehe: Untertakten), da man die Taktrate auch beibehalten und trotzdem die Spannung reduzieren kann. In diesem Fall entstehen auch keine Leistungseinbußen. Während Untervolting bei moderner Hardware auch eine Leistungssteigerung als Resultat haben kann (CPUs oder GPUs können i. d. R. den überschüssigen thermischen Spielraum für durchschnittlich höhere Taktraten nutzen), resultiert ein Untertakten i. d. R. in einer niedrigeren Leistung, aber hat nicht notwendigerweise eine geringere Leistungsaufnahme zur Folge. 

## Technischer Hintergrund potentieller Rechenfehler bei Spannungsabsenkung
In einem Mikroprozessor kann es physikalisch und fertigungsbedingt keine Transistoren geben, die immer genau ab der gleichen Mindestspannung schalten, daher wird die normale Betriebsspannung vom Hersteller so festgelegt, dass alle Transistoren innerhalb eines bestimmten Spannungstoleranzbereichs auf jeden Fall immer schalten können. Senkt man in einem Mikroprozessor nun aber die Spannung so weit ab, dass man die Grenzen, innerhalb derer alle Transistoren noch sicher schalten können, erreicht oder überschreitet, dann kann es passieren, dass für einige Transistoren die gegebene Spannung nicht mehr ausreicht und ein Schalten nicht mehr bzw. nicht mehr rechtzeitig erfolgt.
Zur Erklärung kann man sich vereinfacht gesagt in einem Prozessor eine 8 Bit breite Datenleitung mit 8 parallelen Leitungen vorstellen, bei der jede Leitung einem Bit entspricht und am Ende der Datenleitung jeweils ein Transistor (T1–T8) anliegt, der den Wert des Datenstrom bestimmt. Ist ein Transistor geschaltet, dann liegt Spannung an, was dem Wert 1 entspricht, andernfalls liegt keine Spannung an, was dem Wert 0 entspricht. Die gesamte Datenleitung kann also einen 8-Bit-Wert darstellen, zum Beispiel 0000 0000, was dem Wert 0 in Dezimalschreibweise entspricht. Soll nun zum Beispiel durch eine Rechenoperation alle Bits auf den Wert 1 gesetzt werden, so dass der Wert 1111 1111 (entspricht 255 dezimal) an der Datenleitung anliegt, dann müssen alle Transistoren durchschalten. Wenn nun aber die Spannung bspw. für die Transistoren T2 und T5 zu niedrig ist, um eine sichere Schaltung dieser Transistoren durchzuführen, dann liegt am Ende der Datenleitung nicht mehr 1111 1111 an, sondern 1110 1101, was in der Dezimalschreibweise dem Wert 237 entspricht. Es ist also ein Rechenfehler erfolgt.
Eine Spannungsabsenkung kann also dazu führen, dass die Software falsche Ergebnisse liefert oder nicht mehr korrekt abläuft; die Hardware selbst wird bei einer Spannungsabsenkung nicht beschädigt. Daher ist bei einer Spannungsabsenkung sicherzustellen, dass noch alle Transistoren des Mikroprozessors sicher schalten können. Bei Rechnern im medizinischen, wissenschaftlichen oder sicherheitsrelevanten Bereich sollte kein unnötiges Risiko eingegangen werden, die Spannung sollte deshalb immer innerhalb der Spezifikationen liegen.